# UWA World Trios Championship

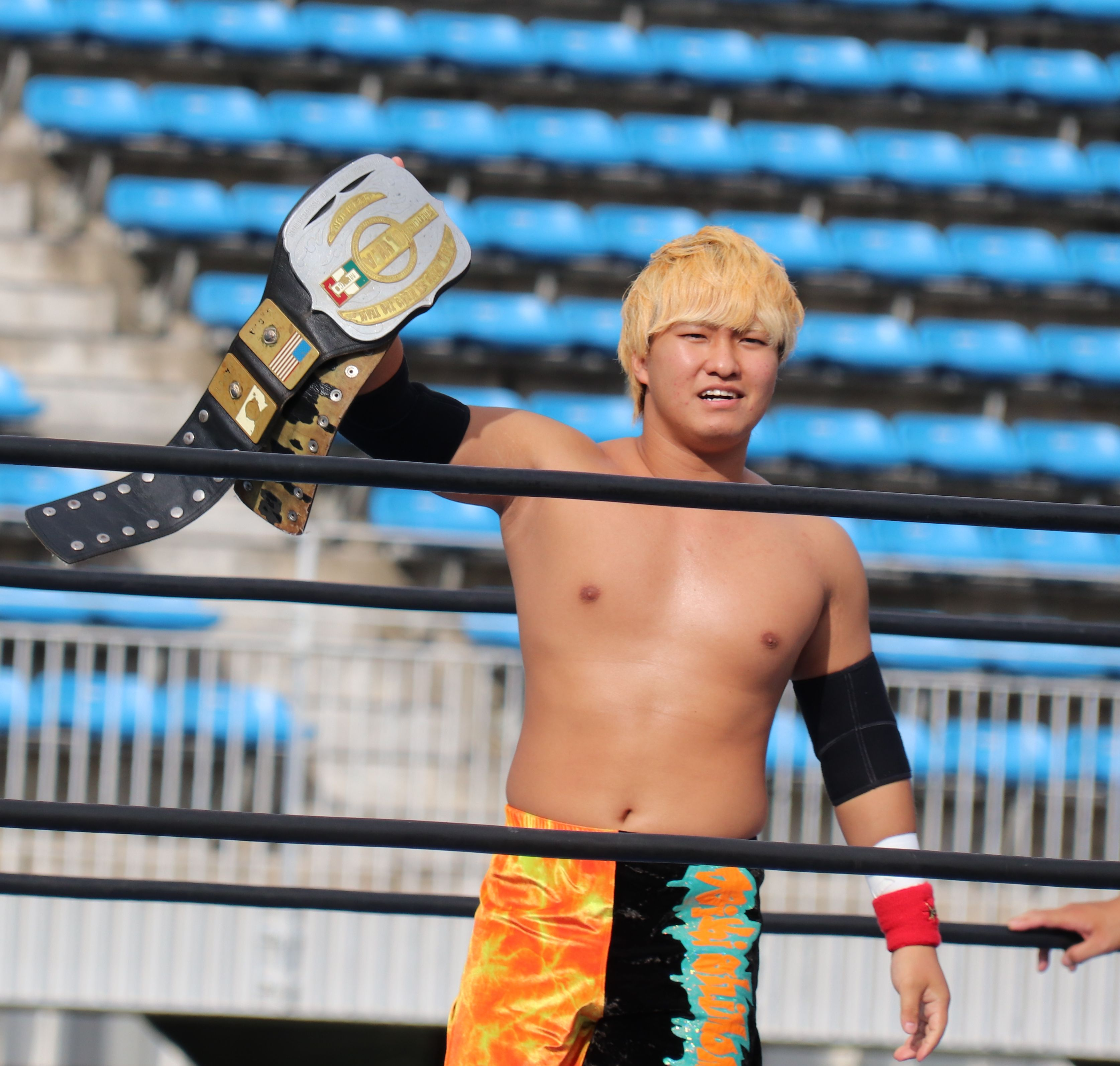
Daiki Shimomura portando uno de los cinturones del campeonato, cuando fue defendido en Big Japan Pro Wrestling.

El UWA World Trios Championship es un campeonato de lucha libre profesional defendido en tríos creado por la empresa de lucha libre mexicana Universal Wrestling Association, donde fue usado hasta su cierre en 1995.
Después del cierre de UWA, el título estuvo inactivo por años hasta ser revivido en Toryumon. Después del cierre de la principal sucursal, Toryumon Japan, por la idea de su director Yoshihiro Asai, los luchadores de esta marca crearon Dragon Gate, abandonando el campeonato y creando un cinturón nuevo, el Dragon Gate Open the Triangle Gate Championship. Desde entonces el UWA World Trios Championship circuló por Pro Wrestling El Dorado y Toryumon Mexico, acabando en Dramatic Dream Team, donde los últimos campeones fueron Harashima, Toru Owashi y Yukihiro Abe.En 30 de agosto de 2015 fue anunciado que los títulos seríam reactivados por  Wrestle-1.

## Historia
| Luchadores:                                                                          | Reinados juntos: | Derrotaron a: | Fecha:                   | Show o Evento:                |
| ------------------------------------------------------------------------------------ | ---------------- | --- | ------------------------ | ----------------------------- |
| Universal Wrestling Association                                                      |                  | |                          |                               |
| Los Fantásticos Black Man (1) Kung Fu (1) & Kato Kung Lee (1)                        | 1                | Los Cadetos del Espacio El Solar, Super Astro & Ultraman)                                                                                  | 18 de marzo de 1984      | Naucalpan de Juárez, México   |
| Los Misioneros de la Muerte (Negro Navarro (1), El Signo (1) & El Texano (1))        | 1                | Desconocido | 1984                     | Desconocido                   |
| Los Brazos (El Brazo (1) Brazo de Oro (1) & Brazo de Plata (1))                      | 1                | Los Misioneros de la Muerte | 1985                     | Desconocido                   |
| Los Villanos (Villano I (1), Villano IV (1) & Villano V (1))                         | 1                | Los Brazos | 21 de julio de 1985      | Naucalpan de Juárez, México   |
| Los Misioneros de la Muerte (Negro Navarro (2), El Signo (2) & El Texano (2))        | 2                | Los Villanos | 24 de abril de 1987      | Naucalpan de Juárez, México   |
| Los Brazos (El Brazo (2) Brazo de Oro (2) & Brazo de Plata (2))                      | 2                | Los Misioneros de la Muerte | 14 de agosto de 1987     | Panamá                        |
| Los Villanos (Villano I (2), Villano IV (2) & Villano V (2))                         | 2                | Los Brazos | 30 de mayo de 1988       | Puebla de Zaragoza, México    |
| Vacante                                                                              | N/A              | Se dejado vacante por razones indocumentadas                                                                                               | 1989                     | N/A                           |
| Triángulo de la Muerte (Khaoz (1) Rambo (1) & Zandokan (1))                          | 1                | Los Brazos | 23 de abril de 1989      | Ciudad de México, México      |
| Los Brazos (El Brazo (3) Brazo de Oro (3) & Brazo de Plata (3))                      | 3                | Triángulo de la Muerte | 20 de agosto de 1989     | Naucalpan de Juárez, México   |
| Triángulo de la Muerte (Khaoz (2) Rambo (2) & Zandokan (2))                          | 2                | Los Brazos | 18 de marzo de 1990      | Naucalpan de Juárez, México   |
| Los Villanos (Villano I (3), Villano IV (3) & Villano V (3))                         | 3                | Triángulo de la Muerte | 14 de junio de 1990      | Naucalpan de Juárez, México   |
| Los Brazos (El Brazo (4) Brazo de Oro (4) & Brazo de Plata (4))                      | 4                | Los Villanos | 21 de octubre de 1990    | Naucalpan de Juárez, México   |
| Los Villanos (Villano I (4), Villano IV (4) & Villano V (4))                         | 4                | Los Brazos | 1 de enero de 1991       | Naucalpan de Juárez, México   |
| The Hawaiian Beasts (Fatu (1), The Great Kokina (1) & Samoan Savage (1))             | 1                | Los Brazos | 7 de abril de 1991       | Naucalpan de Juárez, México   |
| Los Villanos (Villano I (5), Villano IV (5) & Villano V (5))                         | 5                | The Hawaiian Beasts | 31 de mayo de 1991       | Naucalpan de Juárez, México   |
| Los Misioneros de la Muerte (Black Power II (1), Negro Navarro (3) & El Signo (3))   | 1                | Los Villanos | 1 de marzo de 1992       | Naucalpan de Juárez, México   |
| El Engendro (1), Shu El Guerrero (1) & Scorpio Jr. (1)                               | 1                | Los Misioneros de la Muerte | 30 de mayo de 1993       | Naucalpan de Juárez, México   |
| Los Misioneros de la Muerte (Black Power II (2), Negro Navarro (4) & El Signo (4))   | 2                | El Engendro, Shu El Guerrero & Scorpio Jr.                                                                                                 | 25 de diciembre de 1993  | Nezahualcóyotl, México        |
| El Engendro (2), Shu El Guerrero (2) & Scorpio Jr. (2)                               | 2                | El Engendro, Shu El Guerrero & Scorpio Jr.                                                                                                 | 30 de mayo de 1994       | Puebla de Zaragoza, México    |
| Los Misioneros de la Muerte (Negro Navarro (5), Rocky Santana (1) & El Signo (5))    | 1                | El Engendro, Shu El Guerrero & Scorpio Jr.                                                                                                 | 6 de junio de 1994       | Puebla de Zaragoza, México    |
| Shu El Guerrero (3), Scorpio Jr. (3) & Villano V (5)                                 | 1                | Los Misioneros de la Muerte | 2 de octubre de 1994     | Naucalpan de Juárez, México   |
| Los Misioneros de la Muerte (Negro Navarro (6), Rocky Santana (2) & El Signo (6))    | 2                | Shu El Guerrero, Scorpio Jr. & Villano V                                                                                                   | 9 de octubre de 1994     | Naucalpan de Juárez, México   |
| Retirado                                                                             | N/A              | Debido a UWA han cerrado | Noviembre de 1995        | N/A                           |
| Toryumon                                                                             |                  | |                          |                               |
| Crazy MAX (CIMA (1) SUWA (1) & Big Fuji (1))                                         | 1                | Apolo Dantés, Valentin Mayo & Negro Navarro                                                                                                | 18 de mayo de 2001       | Ciudad de México, México      |
| M2K (Darkness Dragon (1), Yasushi Kanda (1) & Susumu Mochizuki (1))                  | 1                | Crazy MAX | 8 de julio de 2001       | Tokio, Japón                  |
| Crazy MAX (CIMA (2) SUWA (2) & Big Fuji (2))                                         | 2                | M2K | 19 de julio de 2001      | Kagoshima, Kagoshima, Japón   |
| Dragon Kid (1), Magnum TOKYO (1) & Ryo Saito (1)                                     | 1                | Crazy Max y M2K (Dragon, Kanda & Masaaki Mochizuki).                                                                                       | 14 de agosto de 2001     | Tokio, Japón                  |
| M2K Darkness Dragon (2), Masaaki Mochizuki (1) & Susumu Mochizuki (2))               | 1                | Kid, TOKYO & Saito | 28 de octubre de 2001    | Tokio, Japón                  |
| Crazy MAX (CIMA (3) SUWA (3) & TARU (1))                                             | 1                | M2K | 8 de enero de 2002       | Tokio, Japón                  |
| Italian Connection (Milano Collection A.T. (1), YASSHI (1) & YOSSINO (1))            | 1                | Crazy MAX | 8 de septiembre de 2002  | Tokio, Japón                  |
| Crazy MAX (CIMA (4) SUWA (4) & Don Fuji (3))                                         | 3                | Italian Connection | 27 de noviembre de 2002  | Tokio, Japón                  |
| Genki Horiguchi (1), Ryo Saito (2) & Susumu Yokosuka (3)                             | 1                | Crazy MAX | 16 de mayo de 2003       | Kobe, Hyogo, Japón            |
| Kenichiro Arai (1), Dragon Kid (2) & Masaaki Mochizuki (3)                           | 1                | Horiguchi, Saito & Yokosuka | 29 de junio de 2003      | Kobe, Hyogo, Japón            |
| Italian Connection (Milano Collection A.T. (2), YOSSINO (2) & Condotti Shuji (1))    | 1                | Kenichiro Arai, Dragon Kid & Masaaki Mochizuki, Crazy MAX y Genki Horiguchi, Magnum TOKYO & Susumu Yokosuka                                | 30 de agosto de 2003     | Tokio, Japón                  |
| Vacante                                                                              | N/A              | Se dejó vacante cuando el equipo se disolvió                                                                                               | Septiembre de 2003       | N/A                           |
| Hagure Gundan (Condotti Shuji (2), YASSHI (2) & Toru Owashi (1))                     | 1                | Italian Connection (Milano Collection A.T., Anthony W. Mori & YOSSINO)                                                                     | 20 de septiembre de 2003 | Kyoto, Japón                  |
| Kenichiro Arai (2), Dragon Kid (3) & Second Doi (1)                                  | 1                | Aagan Iisou (Owashi, Shuji & YASSHI) | 9 de mayo de 2004        | Shimonoseki, Yamaguchi, Japón |
| Vacante                                                                              | N/A              | Debido a que empataron en un combate contra Italian Connection.                                                                            | 6 de junio de 2004       | N/A                           |
| Retirado                                                                             | N/A              | Debido a que Último Dragón dejó Toryumon, llevándose el título.                                                                            | 2004                     | N/A                           |
| Pro Wrestling El Dorado                                                              |                  | |                          |                               |
| TAKEMURA (1), Gedo (1) & Jado (1)                                                    | 1                | Sailor Boys (Taiji Ishimori, Kei Sato & Shu Sato)                                                                                          | 9 de septiembre de 2004  | Tokio, Japón                  |
| Vacante                                                                              | N/A              | Se dejó vacante por razones desconocidas                                                                                                   | N/A                      | N/A                           |
| Los Salseros Japoneses Takeshi Minamino (1), Pineapple Hanai (1) & Mango Fukuda (1)) | 1                | Solar I, Ultraman & Ultraman, Jr. | 14 de mayo de 2005       | Ciudad de México, México      |
| STONED (Maguro Ooma (1), Brahman Shu (1) & Brahman Kei (1))                          | 1                | Los Salseros Japoneses | 3 de junio de 2006       | Tokio, Japón                  |
| Vacante                                                                              | N/A              | Se dejó vacante por razones desconocidas                                                                                                   | N/A                      | N/A                           |
| Hell Demons (Takuya Sugawara(1), Brahman Shu (2) & Brahman Kei (2))                  | 1                | Animal Planets (Toru Owashi, KAGETORA, Hercules Oosenga)                                                                                   | 9 de agosto de 2007      | Tokio, Japón                  |
| Vacante                                                                              | N/A              | Se dejó vacante cuando el equipo se disolvió en I Was Born to Love Treasure.                                                               | N/A                      | 29 de julio de 2007           |
| Animal Planets (Toru Owashi (2), Takuya Sugawara(2) & Nobutaka Araya (1))            | 1                | Hell Demons | 27 de febrero de 2008    | Tokio, Japón                  |
| The Italian Four Horsemen (Francis Togo (1) PIZA Michinoku (1) & Antonio Honda (1))  | 1                | Mens Teioh, Yuki Sato & Danshoku Dino | 29 de diciembre de 2008  | Tokio, Japón                  |
| Dramatic Dream Team                                                                  |                  | |                          |                               |
| Danshoku Dino (1), Hikaru Sato (1) & Masa Takanashi (1)                              | 1                | The Italian Four Horsemen | 29 de noviembre de 2009  | Tokio, Japón                  |
| Tokyo Gurentai (FUJITA (1), MAZADA (1) & NOSAWA Rongai (1))                          | 1                | Dino, Sato & Takanashi | 24 de enero de 2010      | Tokio, Japón                  |
| Atsushi Kotoge (1), Daisuke Harada (1) & Takoyakida (1)                              | 1                | Tokyo Gurentai | 9 de mayo de 2010        | Tokio, Japón                  |
| Ebessan III (1), Kuishinbo Kamen (1) & Kanjyuro Matsuyama (1)                        | 1                | Kotoge, Harada & Takayokida | 6 de junio de 2010       | Osaka, Japón                  |
| Tokyo Gurentai (FUJITA (2), MAZADA (2) & NOSAWA Rongai (2))                          | 2                | Ebessan, Kamen & Matsuyama | 12 de junio de 2010      | Osaka, Japón                  |
| Hikaru Sato (2), Keisuke Ishii (1) & YOSHIHIKO (1)                                   | 1                | Tokyo Gurentai | 13 de junio de 2010      | Tokio, Japón                  |
| Great Kojika (1), Mr. #6 (1) & Riho (1)                                              | 1                | Sato, Ishii & YOSHIHIKO | 25 de julio de 2010      | Tokio, Japón                  |
| Hikaru Sato (3), Michael Nakazawa (1) & Tomomitsu Matsunaga (1)                      | 1                | Kojika, Mr. #6 & Riho | 3 de noviembre de 2010   | Tokio, Japón                  |
| HARASHIMA (1), Toru Owashi (3) & Yukihiro Abe (1)                                    | 1                | Sato, Nakazawa & Matsunaga | 26 de diciembre de 2010  | Tokio, Japón                  |
| Retirado                                                                             | N/A              | abandonaron los títulos para crear KO-D 6-Man Tag Team Champions.                                                                          | 23 de diciembre de 2012  | N/A                           |
| Wrestle-1                                                                            |                  | |                          |                               |
| Jackets (Jiro Kuroshio (1) Seiki Yoshioka (1) & Yasufumi Nakanoue (1))               | 1                | new Wild order | 9 de octubre de 2015     | Tokio, Japón                  |
| Real Desperado (Kazma Sakamoto (1), Koji Doi (1) & NOSAWA Rongai (3))                | 1                | Jackets | 3 de noviembre de 2015   | Nagoya, Japón                 |
| Jackets (Jiro Kuroshio (2) Seiki Yoshioka (2) & Yasufumi Nakanoue (2))               | 2                | Real Desperado | 27 de noviembre de 2015  | Tokio, Japón                  |
| Vacante                                                                              | N/A              | debido a Yoshioka siendo marginado después de la cirugía ciego y no poder asistir a un conjunto defensa del título el 10 de enero de 2016. | 10 de enero de 2016      | N/A                           |
| Kaz Hayashi (1), Minoru Tanaka (1) & Tajiri (1))                                     | 1                | Jackets | 31 de enero de 2016      | Tokio, Japón                  |

## Mayor cantidad de reinados

### En tríos
- 5 veces: Los Vilianos
- 3 veces: Crazy MAX
- 2 veces: Tokyo Gurentai, Jackets

### Individualmente
- 6 veces: Negro Navarro y El Signo
- 4 veces: CIMA y SUWA
- 3 veces: Susumu Yokosuka, Don Fuji, Dragon Kid, Toru Owashi, Hikaru Sato y NOSAWA Rongai.
- 2 veces: Kenichiro Arai, Condotti Shuji, YASSHI, Milano Collection A.T., YOSSINO, Ryo Saito, Darkness Dragon, Brahman Shu, Brahman Kei, Takuya Sugawara, FUJITA, MAZADA, Jiro Kuroshio, Seiki Yoshioka y Yasufumi Nakanoue